# بوتومانتو (فلم)
بوتومانتو (بالإنجليزية: Potomanto) هو فيلم إثارة غاني نيجيري صدر سنة 2013 وأخرجته شيرلي فريمبونغ مانسو. الفيلم من بطولة كُل من أولو جاكوبس وإيفون أوكورو وأديجيتاي أنانغ. عُرض الفيلم لأول مرة في سينما سيلفربيرد في أكرا عاصمة غانا في 20 ديسمبر 2013. خلال حفل توزيع جوائز الأكاديمية الأفريقية للأفلام العاشر، رُشح فيلم بوتامونتو لنيل جوائز أفضل مُخرج (شيرلي فريمبونغ مانسو) وأفضل فيلم وأفضل مُمثل في دور رئيسي (أديجيتاي أنانغ) وأفضل مُمثل في دور مُساعد (أنييكان إيوهو) وأفضل مُمثلة في دور مُساعد (ماري هامبرت) وأفضل سيناريو وأفضل مونتاج وأفضل موسيقى تصويرية وأفضل مكياج، وفاز في الأخير بجائزة واحدة هي جائزة الأكاديمية الأفريقية للأفلام لأفضل مونتاج. أما خلال حفل توزيع جوائز أفلام غانا لسنة 2014، فقد حصل الفيلم على ترشيحات لنيل جوائز أفضل مُمثل في دور مُساعد (ميكي أوسي بيركو) وأفضل مُمثلة في دور مُساعد (ماري هامبرت) وجائزة أفضل مُمثل في فيلم تعاون أفريقي (أولو جاكوبس) وجائزة أفضل تصوير سينمائي وجائزة أفضل تصميم إنتاج وجائزة أفضل خلط أصوات ومونتاج.

## القصة
تدور أحداث الفيلم حول ضابط شرطة سابق يُدعى آندين يتم تعيينه للتحقيق مع زوجة رجل أعمال ثري. خلال تحقيقه، يكتشف نشاط عصابة من تجار الأعضاء والمُهربين. خطيبة الرجل الثري هو عميل سري يتولى قضية التحقيق للقبض على تلك العصابة. يتحد الاثنان في مُحاولة لوقف نشاط العصابة التي أودت بحياة العديد من الشباب في المجتمع.

## طاقم التمثيل
- أولو جاكوبس في دور بانكول.
- أديجيتاي أنانغ في دور آندين.
- كريستابيل إيكي في دور عافية.
- إيفون أوكورو في دور أليس.
- ماري هامبرت في دور سوزان.
- ميكي أوسي بيركو في دور كورانتنغ.
- سينانو جبيداو في دور غيما.
- جيسون نوجا في دور جاريث.
- آنيك آن إيوهو في دور شينا.
- إيان أوشودي في دور نانا.

## الاستقبال النقدي
أعطى موقع (بالإنجليزية: Nollywood Reinvented) الفيلم تقييم 55٪ وأشاد النقاد فيه بالسيناريو والإخراج. أما على موقع (بالإنجليزية: Ghanafilmindustry.com)، فقد حصل الفيلم على تنقيط أربع نجوم من أصل 10.

## الجوائز والترشيحات
| السنة | حفل الجوائز                        | الجائزة                        | المُستلم للجائزة      | النتيجة | مراجع                |
| ----- | ---------------------------------- | ------------------------------ | -------------------- | ------- | -------------------- |
| 2014  | جوائز الأكاديمية الأفريقية للأفلام | أفضل مُخرج                      | شيرلي فريمبونغ مانسو | رُشِّح     | [ 11 ]               |
| 2014  | جوائز الأكاديمية الأفريقية للأفلام | أفضل فيلم                      | بوتومانتو            | رُشِّح     | [ 11 ]               |
| 2014  | جوائز الأكاديمية الأفريقية للأفلام | أفضل مُمثل في دور رئيسي         | أديجيتاي أنانغ       | رُشِّح     | [ 11 ]               |
| 2014  | جوائز الأكاديمية الأفريقية للأفلام | أفضل مُمثل في دور مُساعد         | أنييكان إيوهو        | رُشِّح     | [ 11 ]               |
| 2014  | جوائز الأكاديمية الأفريقية للأفلام | أفضل مُمثلة في دور مُساعد        | ماري هامبرت          | رُشِّح     | [ 11 ]               |
| 2014  | جوائز الأكاديمية الأفريقية للأفلام | أفضل سيناريو                   | بوتومانتو            | رُشِّح     | [ 11 ]               |
| 2014  | جوائز الأكاديمية الأفريقية للأفلام | أفضل مونتاج                    | بوتومانتو            | فوز     | [ 11 ]               |
| 2014  | جوائز الأكاديمية الأفريقية للأفلام | أفضل موسيقى تصويرية            | بوتومانتو            | رُشِّح     | [ 11 ]               |
| 2014  | جوائز الأكاديمية الأفريقية للأفلام | أفضل مكياج                     | بوتومانتو            | رُشِّح     | [ 11 ]               |
| 2014  | جوائز أفلام غانا                   | جائزة أفضل خلط أصوات ومونتاج   | بوتومانتو            | رُشِّح     | [ 12 ] [ 13 ] [ 14 ] |
| 2014  | جوائز أفلام غانا                   | أفضل مُمثلة في دور مُساعد        | ماري هامبرت          | رُشِّح     | [ 12 ] [ 13 ] [ 14 ] |
| 2014  | جوائز أفلام غانا                   | أفضل مُمثل في دور مُساعد         | ميكي أوسي بيركو      | رُشِّح     | [ 12 ] [ 13 ] [ 14 ] |
| 2014  | جوائز أفلام غانا                   | أفضل مُمثل في فيلم تعاون أفريقي | أولو جاكوبس          | رُشِّح     | [ 12 ] [ 13 ] [ 14 ] |
| 2014  | جوائز أفلام غانا                   | أفضل تصوير سينمائي             | بوتومانتو            | رُشِّح     | [ 12 ] [ 13 ] [ 14 ] |
| 2014  | جوائز أفلام غانا                   | جائزة أفضل تصميم إنتاج         | بوتومانتو            | رُشِّح     | [ 12 ] [ 13 ] [ 14 ] |

## روابط خارجية
مقالات تستعمل روابط فنية بلا صلة مع ويكي بيانات